# Radnovac
Radnovac is een plaats in de gemeente Jakšić in de Kroatische provincie Požega-Slavonië. De plaats telt 220 inwoners (2001).